# Melastoma

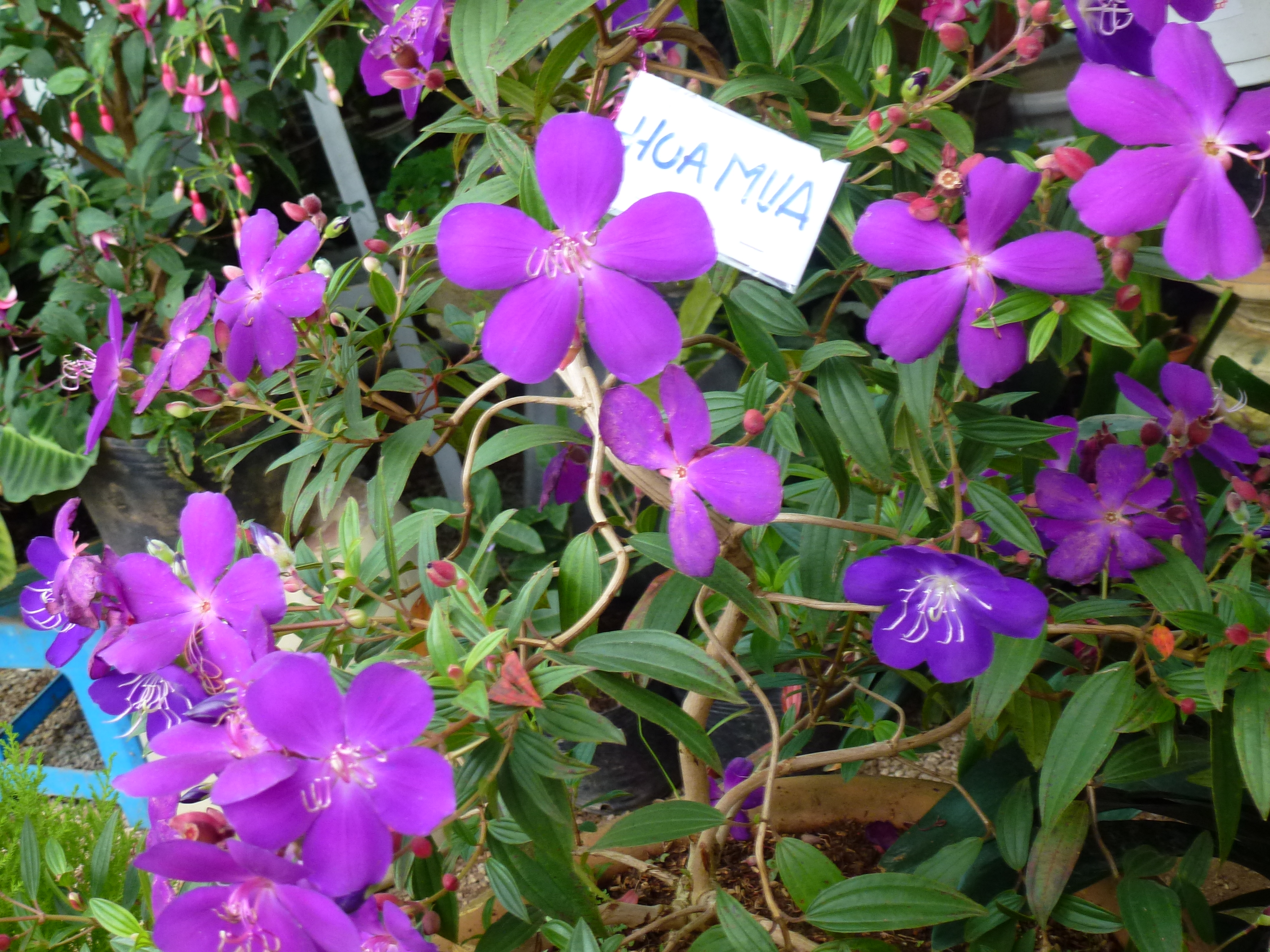
Kvetoucí Melastoma candidum

Melastoma (Melastoma) je rod rostlin z čeledi melastomovité. Zahrnuje 22 druhů a je rozšířen v tropické Asii a severní Austrálii. Melastomy jsou dřeviny s jednoduchými vstřícnými listy s charakteristickou žilnatinou a s nápadnými květy. Některé druhy se používají v místní medicíně, poskytují barviva nebo se pěstují jako okrasné rostliny.

## Popis
Melastomy jsou keře nebo řidčeji nevelké stromy dorůstající výšky do 6 metrů. Druh Melastoma dodecandrum je nízký plazivý keřík. Stonky jsou čtyřhranné až téměř oblé. Listy jsou vstřícné, řapíkaté, celokrajné, na obou stranách chlupaté. Žilnatina je tvořena 3 až 9 souběžnými žilkami propojenými paralelními postranními žilkami. Květy jsou pětičetné (někdy jako anomálie až 8-četné), nápadné, se zvonkovitou češulí, jednotlivé nebo ve vrcholících či latách na koncích větví. Kalich je pětičetný, s kopinatými až vejčitými laloky. Korunní lístky jsou obvykle obvejčité. Tyčinek je 10 ve 2 kruzích a jsou velmi rozdílného tvaru a velikosti. Delší tyčinky mají purpurové prašníky a spojidlo na bázi silně prodloužené. Kratší tyčinky mají žluté prašníky a spojidlo bez prodloužení. Semeník je polospodní, vejcovitý, srostlý z 5 plodolistů a se stejným počtem komůrek. Čnělka je nitkovitá. Plodem je tobolka nebo pukavá či nepukavá dužnatá bobule obsahující mnoho drobných semen.

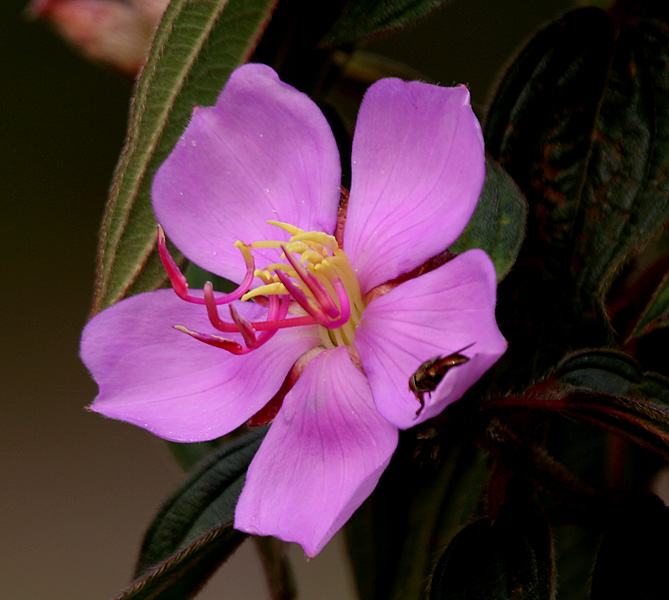
Detail květu Melastoma malabathricum
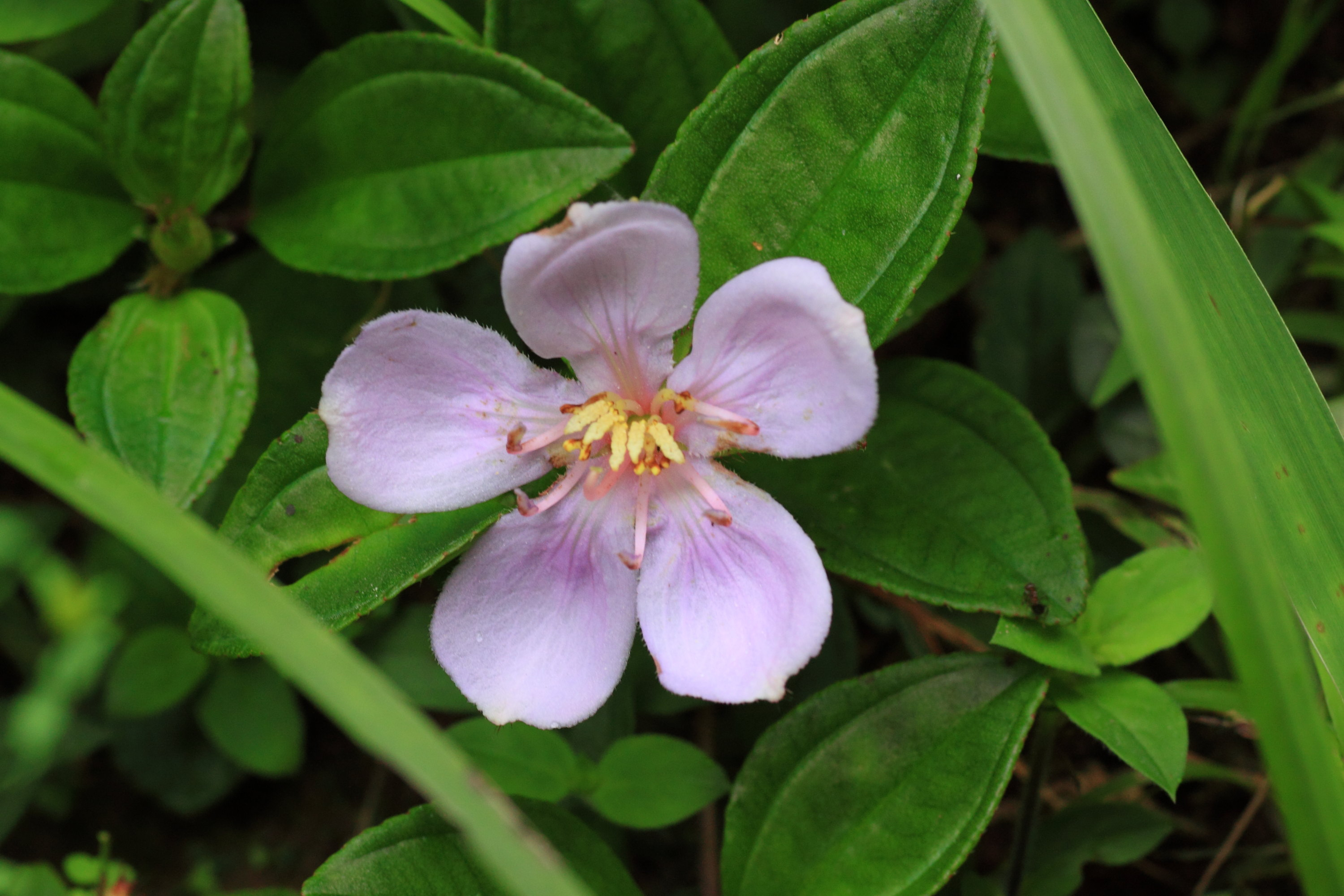
Plazivý druh Melastoma dodecandrum
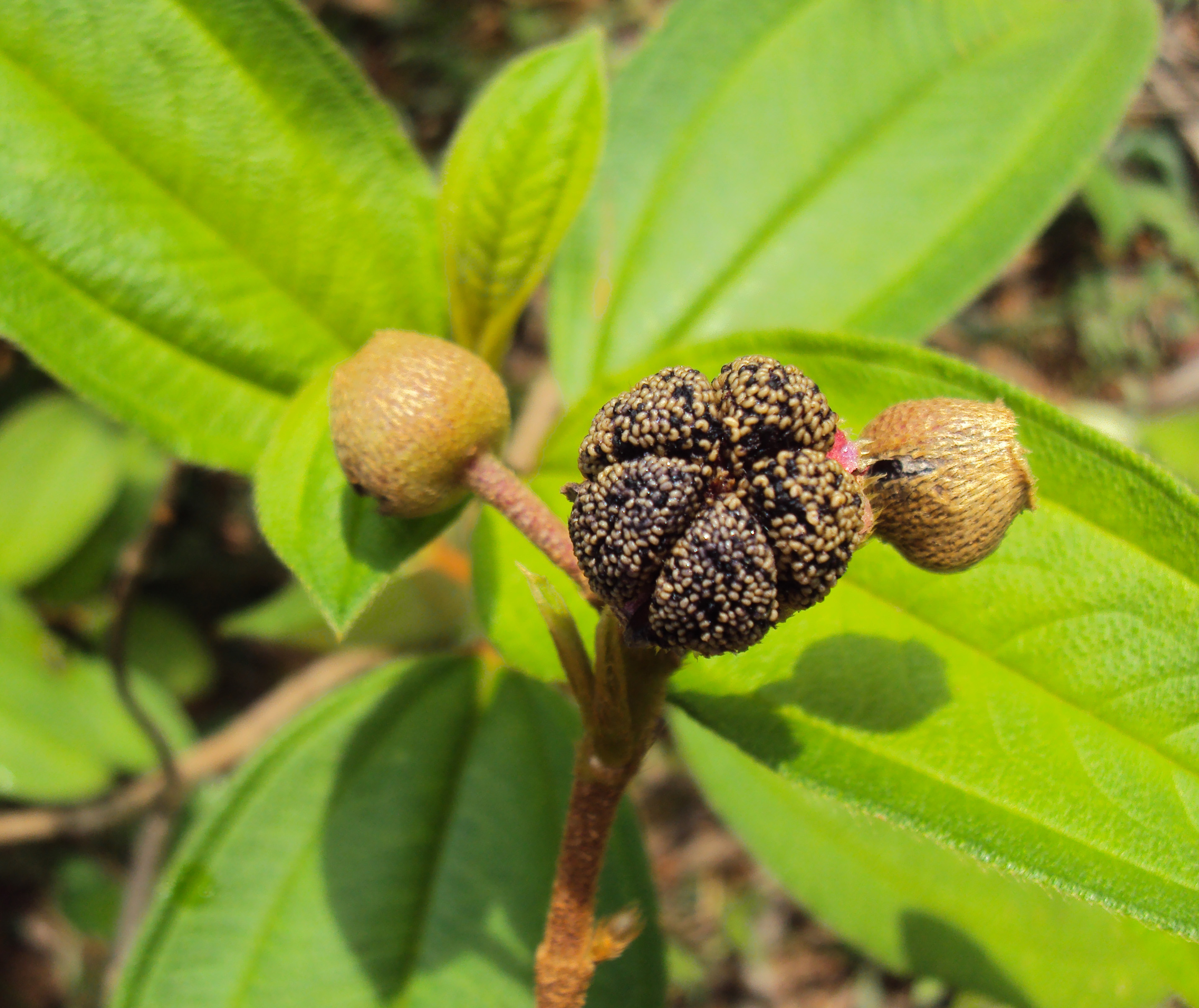
Plody Melastoma malabathricum

## Rozšíření
Rod melastoma zahrnuje 22 druhů. Je rozšířen v Asii od Indie a Číny přes jihovýchodní Asii a Papuasii po Tichomořské ostrovy a v severní Austrálii. Centrum druhové diverzity je v jihovýchodní Asii. Nejrozsáhlejší areál má druh Melastoma malabathricum, rozšířený od Indie po jižní ostrovy Japonska (Rjúkjú) a Tichomoří. 
Melastomy se charakteristicky vyskytují jako pionýrské dřeviny na narušených místech v deštných lesích a na savanách. V některých oblastech jsou hojnou složkou vegetace podél cest. Některé druhy rostou v horách a vystupují až do nadmořských výšek přes 2500 metrů.

## Taxonomie
Do rodu Melastoma byl v revizi z roku 2001 vřazen rod Otanthera.

## Význam
Rostliny jsou bohaté zejména na třísloviny, mají antibakteriální a antivirotické účinky a jsou využívány v místní medicíně. V tradiční indické medicíně je melastoma M. malabathricum používána zejména při léčbě průjmů a jako antiseptikum. Plody některých druhů slouží k barvení.
Melastoma malabathricum je pěstována v tropech jako okrasná dřevina, v některých oblastech světa (Florida, Havaj, Singapur) je to invazní druh podobně jako M. candida na Havaji.